# Jakobuskirche (Haberschlacht)

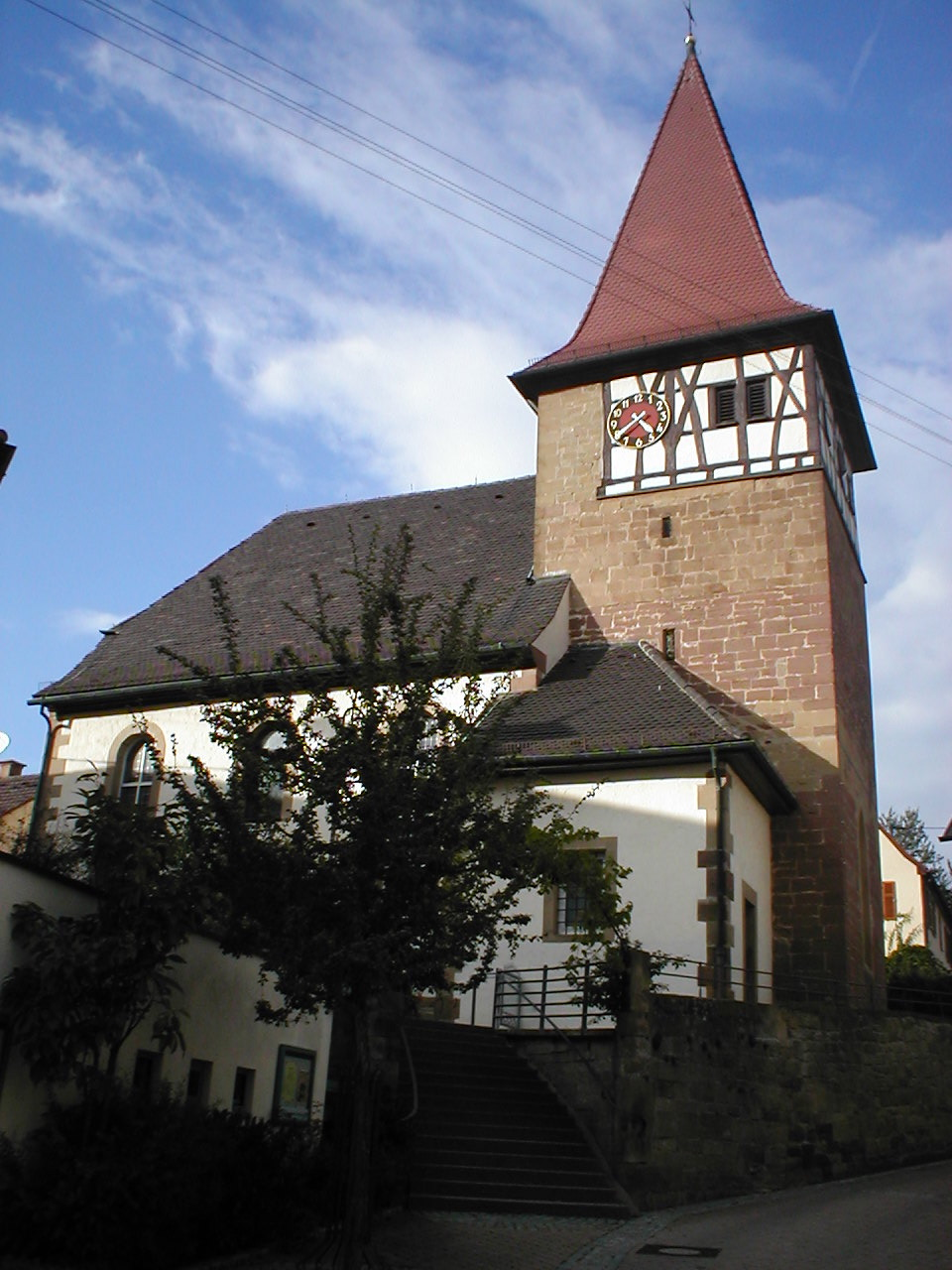
Jakobuskirche in Haberschlacht

Die evangelische Jakobuskirche in Haberschlacht, einem Ortsteil von Brackenheim im Landkreis Heilbronn im nördlichen Baden-Württemberg, ist seit dem Mittelalter nachgewiesen und erhielt 1795 durch Umbau und Erweiterung ihre heutige Gestalt.

## Geschichte
Das Patrozinium des Heiligen Jakobus lässt die Ursprünge der Kirche in Haberschlacht zur Zeit der Romanik vermuten. Der älteste Bauteil der Kirche ist der Chorturm, dessen Sockelgeschoss von einem frühgotischen Kreuzrippengewölbe überspannt wird. Die Kirche war bis 1472 Filialkirche von Brackenheim und wurde danach zur selbstständigen Pfarrei erhoben.
Im Jahr 1743 ereignete sich ein spektakuläres Unglück, als ein Blitz die Kirche traf, den Pfarrer auf der Kanzel erschlug und die Kirche in Brand setzte. Erst 1791 gelang es der armen Gemeinde, das ausgebrannte Langhaus gegen einen etwas größeren Neubau mit eingezogener Flachdecke zu ersetzen.
Das Innere der Kirche ist schlicht gehalten. Kanzel, Altar, Empore und Orgel sind modern. Der Chor hat ein Glasfenster von Walter Kohler mit Szenen aus dem Leben Jesu. Ein älteres Buntglasfenster zeigt Christus als guten Hirten. Zur weiteren überkommenen Ausstattung zählen das hölzerne Altarkruzifix aus der Zeit um 1500 sowie Überreste der 1743 durch Blitzschlag zerstörten Kanzel.

## Glocken
Im Pfälzischen Erbfolgekrieg wurden 1694 die alten Glocken der Kirche von Franzosen geraubt. Unter Verwendung zurückgebliebener Reste der zerschlagenen Glocken wurden zwei etwa 80 und 150 Pfund schwere Ersatzglocken gegossen. Die größere der Glocken zersprang 1725 und wurde danach bei Johann Schultheiss in Ludwigsburg umgegossen. Die kleinere der Glocken wurde 1753 durch Blitzschlag zerstört, anschließend dann wohl durch eine neue Glocke ersetzt, die wiederum 1869 bei der Glockengießerei Bachert in Kochendorf nochmals umgegossen wurde. Im Ersten Weltkrieg wurde die historische Glocke von 1725 zu Rüstungszwecken abgeliefert und 1920 durch eine bei Bachert gegossene Bronzeglocke ersetzt. Diese Glocke hat den Nominalton e‘‘, einen Durchmesser von 61 cm und ein Gewicht von 129 kg. Ihre Inschrift lautet: NACH KAMPF UND STREIT ZUR SEGENSZEIT TOEN DEIN GELAEUT! HABERSCHLACHT 1920. GEGOSSEN VON GEBR. BACHERT IN KOCHENDORF. Im Zweiten Weltkrieg wurde dann die Glocke von 1869 abgeliefert. Als Ersatz kam für sie 1953 eine bei Heinrich Kurtz in Stuttgart gegossene Bronzeglocke, die Gefallenengedächtnisglocke. Sie hat den Nominalton cis‘‘, einen Durchmesser von 73,6 cm und ein Gewicht von 245 kg. Ihre Inschrift lautet VERLEIH UNS FRIEDEN GNAEDIGLICH. DEM GEDAECHTNIS DER GEFALLENEN GEWIDMET. HABERSCHLACHT HK 1953. 1966 hat man das Geläut noch um eine dritte Glocke erweitert. Diese wurde abermals bei Bachert, nun in Heilbronn, gegossen, hat den Nominalton h‘, einen Durchmesser von 84 cm und ein Gewicht von 337 kg. Ihre Inschrift lautet SELIG SIND, DIE GOTTES WORT HÖREN UND BEWAHREN.